# Dasychira fascelina
Dasychira fascelina is een vlinder uit de familie spinneruilen (Erebidae) en de onderfamilie van de donsvlinders (Lymantriinae). De wetenschappelijke naam is gepubliceerd in 1767 door Linnaeus.
De soort komt voor in tropisch Afrika.